# پروستامید

پروستامید E_{2}، اولین پروستامید کشف شده

پروستامیدها (به انگلیسی: Prostamide) دسته‌ای از مواد فعال فیزیولوژیکی و لیپید-مانند هستند که از نظر شیمیایی با پروستاگلاندین‌ها مرتبط هستند. آنها به‌طور طبیعی در انسان و سایر حیوانات وجود دارند. اولین پروستامید به نام پروستامید E2 در سال ۱۹۹۷ کشف شد.

## بیوشیمی

آناندامید، پیش ساز پروستامیدها

پروستامیدها در بدن از آناندامید که اتانولامید آراشیدونیک اسید (ARA) است، سنتز می‌شود. این مسیر موازی با سنتز پروستاگلاندین‌ها از خود ARA است. آنزیم‌های درگیر حداقل تا حدی مشابه آنزیم‌هایی هستند که مسئول سنتز پروستاگلاندین هستند.
تصور می‌شود که پروستامیدها از طریق یک گیرنده خاص (یا چندین گیرنده) که از گیرنده‌های پروستاگلاندین متمایز است، عمل می‌کنند. تا سال ۲۰۱۵ چنین گیرنده ای شناسایی نشده‌است.

## نامگذاری
نام پروستامیدها از پروستاگلاندین مربوطه گرفته شده‌است. به عنوان مثال، پروستامید E2 اتانول آمیدِ پروستاگلاندین E2 (دینوپروستون) است.

## اهمیت بالینی
داروی ضد گلوکوم بیماتوپروست از مشتقات پروستامید F2α است و تصور می‌شود که مکانیسم اثر مشابهی دارد.